# Butiaba
Butiaba ist ein Fischerdorf am Albertsee im Nordwesten Ugandas.

## Geschichte
In den 1930er Jahren war der Ort Fähr- und Handelshafen mit regelmäßigen Schiffsverbindungen zum Südufer des Albertsees, in den Kongo und in den Sudan. Am Ufer befand sich eine Relaisstation der britischen Flugbootlinie von Kairo nach Kapstadt. 1951 wurden hier die Außenaufnahmen zum Spielfilm African Queen mit Katharine Hepburn und Humphrey Bogart gedreht. Ernest Hemingway verunglückte 1954 beim Start eines Propellerflugzeuges auf dem kleinen Flugfeld des Ortes und zog sich dabei erhebliche Schädelverletzungen zu. 1962 wurden bei einem schweren Hochwasser die Hafenanlagen zerstört und nicht mehr aufgebaut.

## Gegenwart
Hauptarbeitgeber sind die Fischerboote und die Fischfabrik. Täglich wird der Fang nach der Verarbeitung mit Kühllastern nach Kampala gebracht. Butiaba liegt an der touristisch interessanten Route von Fort Portal über Hoima zum Murchison Falls National Park, die als unbefestigte Allwetterstraße ausgebaut ist.